# Вихід на посадку (фільм)
«Вихід на посадку» — фільм 2007 року.

## Зміст
Після прибуття у Лондон Сандра, молода італійка, безтямно закохується у Майлса Рейнберґа, представника «золотої молоді». Між ними починається безперспективний, але пристрасний роман. Сандра прагне розірвати порочне коло цих стосунків і позбувається Майлса. З'ясовується, що вбивство хлопця було Сандрі замовлено; посередником виступав її коханець, Лестер Ванґ. Сандра і Лестер планують купити клуб у Пекіні і розпочати там нове життя. Вони призначають один одному зустріч у Гонконзі, але дорогою Лестер безслідно зникає, а Сандра потрапляє у пастку, розставлену його дружиною.